# Droit sur les produits bénéficiant d'une appellation d'origine, d'une indication géographique ou d'un label rouge
Lire en ligne

Lire sur Légifrance

Le droit sur les produits bénéficiant d'une appellation d’origine, d'une indication géographique ou d'un label rouge, dit droit INAO, est une taxe affectée à l'Institut national de l'origine et de la qualité (INAO) créée en 1935. Le droit INAO est codifié aux articles L642-13 et L642-14 du code rural et de la pêche maritime.

## Historique
Le droit sur les produits bénéficiant d'une appellation d'origine, d'une indication géographique ou d'un label rouge trouve son origine dans le décret-loi du 30 juillet 1935 instituant les appellations d'origine contrôlée (AOC) et le Comité national des appellations d'origine pour les vins et eaux-de-vie (CNAO),.
La loi n° 98-565 du 8 juillet 1998 pour le livre VI vise à mieux tenir compte de la séparation entre dispositions législatives et réglementaires, mais aussi en clarifiant le plan du livre IV du code
L'article 54 de la loi de finances rectificative pour 2002 a créé un droit sur les indications géographiques protégées (IGP) au bénéfice de l'INAO par souci d'égalité avec les productions sous appellation d'origine contrôlée (AOC) déjà soumises à un droit depuis de nombreuses années,,.
La mise en œuvre de cette nouvelle disposition a montré que l'objectif d'équité n'était pas complètement atteint. Un amendement au projet de loi de finances pour 2005 a pour objet de mettre fin à cette rupture d'égalité en étendant l'assiette de ce droit à l'ensemble des produits sous IGP, que l'appellation IGP soit octroyée ou en cours de validation.
En 2014, l'Inspection générale des finances liste droit sur les produits bénéficiant d'une appellation d’origine, d'une indication géographique ou d'un label rouge dans les 192 taxes à faible rendement. La mission préconise de maintenir cette taxe et même d'envisager une augmentation de ses tarifs.
En 2019, le gouvernement propose de supprimer dix-huit taxes, dont la taxe INAO. Mais l'amendement portée par la députée Marie-Christine Verdier-Jouclas du groupe d'études vigne, vin et œnologie est adopté contre l'avis du gouvernement,. Les professionnels craignent une perte d'autonomie de l'INAO.

## Caractéristiques

### Redevables
Le tarif maximal du droit sur les produits bénéficiant d’une appellation d’origine, d’une indication géographique ou d’un label rouge est de :
- 0,15 € par hectolitre pour les vins d’appellation d’origine ;
- 0,12 € par hectolitre ou 1,2 € par hectolitre d’alcool pur pour les boissons alcoolisées d’appellation d’origine autres que les vins ;
- 0,03 € par hectolitre pour les produits vitivinicoles bénéficiant d’une indication géographique protégée ;
- 0,075 € par hectolitre ou 0,75 € par hectolitre d’alcool pur pour les boissons alcoolisées bénéficiant d’une indication géographique autres que les produits vitivinicoles bénéficiant d’une indication géographique protégée.
- 10 € par tonne pour les produits agroalimentaires ou forestiers d’appellation d’origine autres que les vins et les boissons alcoolisées ;
- 7,5 € par tonne pour les produits bénéficiant d’une indication géographique protégée, autres que les produits vitivinicoles et boissons alcoolisées.
- 0,075 € par hectolitre ou 0,75 € par hectolitre d’alcool pur pour les boissons alcoolisées bénéficiant d’un label rouge autres que les produits vitivinicoles bénéficiant d’une indication géographique ;
- 7,5 € par tonne pour les produits bénéficiant d’un label rouge autres que les produits vitivinicoles et boissons alcoolisées.

### Rendement
Son rendement est de 7 millions d’euros en 2018.
| 2010 | 2011 | 2012 | 2013 | 2014 | 2015 | 2016 | 2017 | 2018 |
| ---- | ---- | ---- | ---- | ---- | ---- | ---- | ---- | ---- |
| 4    | 4    | 4,1  | 5    | 5    | 6    | 7    |      | 7    |

Les recettes constatées en 2011 concernant ces droits sont les suivantes :
- vin en AOC : 2,16 millions d'euros ;
- autres produits que le vin en AOC : 1,41 million d'euros ;
- produits bénéficiant d'une IGP : 530 000 euros.